# Prey (2007)
Prey is een horrorfilm uit 2007 onder regie van Darrell Roodt.

## Verhaal
Tom Newman is na zijn scheiding hertrouwd met de veel jongere Amy, tot ongenoegen van zijn rebelse tienerdochter Jessica.  Momenteel is het gezin in Zuid-Afrika omwille van Tom zijn werk.  Op een dag gaan Amy, Jessica en broertje David tezamen met een gids op safari.  De gids beslist om niet de gewone weg te volgen, maar wel om offroad te gaan.  Wanneer David naar het toilet moet, laat de gids hem zijn behoefte doen in een veld.  Plots stormt een leeuwentroep op hen af. David weet de auto in te vluchten, maar de gids wordt gedood door de hongerige leeuw. De rit wordt al gauw een nachtmerrie als ook blijkt dat de sleutels op het veld liggen. Bang om naar buiten te gaan, zit de gefrustreerde familie opgesloten in de auto... zonder voedsel.

## Rolverdeling
| Acteur           | Personage      |
| ---------------- | -------------- |
| Bridget Moynahan | Amy Newman     |
| Carly Schroeder  | Jessica Newman |
| Peter Weller     | Tom Newman     |
| Conner Dowds     | David Newman   |

## Plot
Tom Newman is voor zijn werk als ingenieur in Zuid-Afrika en is verantwoordelijke voor de bouw van een waterkrachtcentrale.  Daar is hij samen met zijn familie: zijn kinderen Jessica en David en Amy.  Tom is enige tijd geleden gescheiden en ondertussen hertrouwd met Amy, tot groot ongenoegen van Jessica.  De relatie tussen Jessica en Amy is daardoor redelijk verzuurd.  Om de familiebanden wat aan te sterken, gaat Amy tezamen met Jessica en David op safari.  Tijdens de safari verlaat gids Brian de verharde weg om offroad te gaan.  Wanneer David dringend naar het toilet moet, stopt Brian aan een struikgewas.  Terwijl David zijn behoefte doet, zal Brian hem met zijn geweer beschermen.  Plots horen ze een brullende leeuw. Vanuit de auto zien Amy en Jessica hoe een leeuw afkomt vanuit het struikgewas.  Amy wil met de auto naar Brian en David rijden, maar komt tot de conclusie dat Brian de autosleutels in zijn broekzak heeft zitten. Brian zegt David om langzaam achter hem te komen staan.  Amy gaat uit de wagen om de aandacht van de leeuw te verleggen.  Daarop valt een andere leeuwin aan.  Brian tracht de leeuwin neer te schieten, maar mist bij elk schot.  Amy en David geraken tot in de auto en sluiten de deur.  Brian komt ten val waardoor hij zijn geweer verliest.  Brian staat op en rent naar de auto, maar Amy krijgt de deur niet meer open.  Daarop wordt hij aangevallen en gedood door de leeuwin.
Amy, Jessica en David zitten nu in de wagen opgesloten.  Rond hen zwerft een leeuwengroep.  Plots springt een leeuw op het dak van de auto (een plastic windzeil).  Het zeil houdt stand, maar wanneer de leeuw van de auto springt, komen er diverse scheuren in de voorruit.   Rond dezelfde tijd komt Tom terug aan in het hotel.  Wanneer hij merkt dat zijn familie nog niet terug is, wordt hij ingelicht dat ze vermist zijn.  Tom vraagt aan de parkwachters om hen te zoeken, maar zij gaan hier niet op in.  Hij wordt doorverwezen naar Crawford, een professionele jager en gids die ergens in de wildernis woont.  Tom roept hem op over de radio, maar Crawford wil niet meewerken omdat reddingsoperaties niet tot zijn activiteiten behoren.
Die nacht is er een zwaar onweer.  Dankzij de neerslag geraken Amy, Jessica en David aan water.  Zij houden hun armen buiten het raam van de auto om zo water op te vangen, niet wetende dat een van de leeuwen hen besluipt.  Net wanneer de leeuw wil aanvallen, slaat de bliksem in een nabijgelegen boom.  Hierdoor wordt de leeuw afgeschrikt en loopt hij weg.  De volgende dag vindt David, dankzij het inzoomen van de cameralens, de autosleutel niet ver van de auto.  Amy besluit dat zij de sleutel gaat halen.  Net wanneer ze deze opraapt, wordt ze aangevallen door de leeuwin, maar Amy geraakt net op tijd in de wagen.  Amy start de auto en ze rijden weg.  Omdat ze niet weten waar ze zitten, nemen ze een willekeurige (verkeerde) richting.  Omdat het glas van de voorruit is gebarsten, ziet Amy zo goed als niets.  Daarom geeft Jessica instructies.  Echter rijdt Amy veel te hard waardoor de wagen crasht in een greppel en onbruikbaar wordt.
In het hotel stelt Tom voor om met de helikopter op zoek te gaan naar de vermisten.  De parkwachters willen dit niet, maar een van hen wil Tom wel brengen naar Crawford.  Crawford wil nog steeds niet meewerken, tot wanneer Tom voorstelt dat Crawford als beloning mag vragen wat hij wil.  Ze nemen in eerste instantie een helikopter om te zoeken naar sporen in de lucht omdat de regen van de afgelopen nacht alle grondsporen heeft uitgewist.  De helikopter vliegt over de wagen, maar Tom en Crawford zien hen niet.  Amy verlaat de wagen om via armgebaren de aandacht te trekken.  Plots valt de leeuwin haar aan, maar deze wordt neergeschoten door inboorlingen die daar toevallig waren.  De jagers spreken geen Engels en verstaan daardoor Amy niet.  Nadat zij hebben begrepen dat Amy water wil, brengt een van de jagers haar naar een waterplas.  De andere jager blijft bij de auto.  Aan de waterplas horen ze een geweerschot.  Bij terugkomst aan de wagen blijkt dat deze jager werd meegesleurd door de leeuwin.  De andere jager gaat op zoek naar zijn vriend.
Crawford en Tom hebben ondertussen de helikopter omgeruild voor een terreinwagen.  Ze vinden sporen van leeuwen, maar volgens Crawford zijn die al oud.  Daarnaast zijn ze ver van huis en besluiten ze om te kamperen.  Aan het kampvuur vertelt Crawford dat leeuwen zelden mensen aanvallen.  Amy vertelt aan Jessica hoe zij Tom heeft leren kennen.  Ze verzekert Jessica dat Tom al was gescheiden nadat zij hem had ontmoet en dat ze zeker en vast geen relatie met hem was gestart als hij nog getrouwd zou zijn geweest.
De jager verschijnt terug aan de wagen en gebaart dat iedereen stil moet zijn.  Terwijl hij zijn mes vasthoudt, springt de leeuw op het dak van de auto.  Ditmaal scheurt het zeil wel.  De leeuw sleurt de jager uit de wagen en doodt hem.  Amy en Jessica barricaderen het zeil. Jessica is van mening dat niemand hen zal vinden en dat ze zelf uit de auto zullen moeten om zichzelf te redden.  Amy gaat niet akkoord: ze hebben geen wapens en buiten de wagen is het veel te gevaarlijk.  Daarop ziet David buiten de wagen enkele hyena's die de restanten van de leeuw en jager opeten.  David vindt in de auto een aansteker die van Amy blijkt te zijn.  Zij rookt in het geniep.
Crawford en Tom vinden dankzij buizerds de restanten van Brian en besluiten om de nabije omgeving verder uit te kammen.  Niet veel verder staat de wagen met daarin Amy, Jessica en David.  Wanneer Amy hen opmerkt, gaat ze uit de wagen en roept ze om hulp.  Wanneer Tom dit hoort, gaat hij direct op het geluid af en negeert de waarschuwingen van Crawford.  Plots duikt de leeuwin op en zet de aanval in op Tom.  Crawford kan de leeuwin met zijn geweer neerschieten, maar niet verhinderen dat hijzelf wordt gedood door een leeuw.  Daarop zet de leeuw de aanval in op Tom.  Amy krijgt dan een idee: ze laat Jessica en David uit de wagen.  Zelf opent ze de benzineklep en steekt daarin een vod.  Daarop trekt ze de aandacht van de leeuw.  Wanneer de leeuw in de wagen zit, steekt Amy de vod aan met de aansteker.  Hierdoor ontploft de auto tezamen met de leeuw.  Tom rent naar de ontplofte auto op zoek naar Amy.  Zij was tijdig uit de auto ontsnapt en heeft de ontploffing overleefd.  Ze nemen de auto van Crawford om terug naar het hotel te gaan.